# 1,000 Dollars a Minute
Pour plus de détails, voir Fiche technique et Distribution.
1,000 Dollars a Minute est un film américain réalisé par Aubrey Scotto, sorti en 1935. Le film fut nommé pour l'Oscar du meilleur mixage de son.

## Synopsis
Un journaliste brisé et sans le sou participe à une expérience où deux millionnaires fous offrent un prix de 10 000 $ à quiconque peut dépenser 1 000 $ par minute, chaque minute, pendant 12 heures d'affilée.

## Fiche technique
- Titre : 1,000 Dollars a Minute
- Réalisation : Aubrey Scotto
- Scénario : Everett Freeman, Claire Church, Jack Natteford et Joseph Fields
- Photographie : Jack A. Marta et Ernest Miller
- Pays d'origine : États-Unis
- Format : Noir et blanc - 1,37:1 - Mono
- Genre : comédie
- Date de sortie : 1935

## Distribution
- Roger Pryor : Wally Jones
- Leila Hyams : Dorothy Summers
- Edward Brophy : Benny Dolan
- Sterling Holloway : Pete
- Edgar Kennedy : Policier McCarthy
- Purnell Pratt : Charlie
- Herman Bing : Vanderbrocken
- Arthur Hoyt : Bijoutier
- William Austin : Vendeur
- Franklin Pangborn : Reville
- George 'Gabby' Hayes : New Deal Watson
- Morgan Wallace : Big Jim Bradley